# Montée de l'Amphithéâtre
La montée de l'Amphithéâtre est une voie non routière du quartier des pentes de la Croix-Rousse dans le 1er arrondissement de Lyon, en France. 

## Situation  et accès
Elle a pour tenant supérieur la rue Burdeau au nord, et pour tenant inférieur la place Sathonay au sud. Elle croise perpendiculairement la rue du Jardin-des-Plantes.
La montée, non routière est composée d'escaliers interrompus par une voie transversale, la rue du Jardin-des-Plantes. Elle ne comporte en propre aucun numéro et les bâtiments qui la bordent portent des adresses de rues connexes. Ainsi sont disposés sur le flanc occidental du nord au sud, l'immeuble situé au 10 rue Burdeau et celui du 7 rue du Jardin-des-Plantes, puis la mairie du 1er arrondissement au sud de la rue du Jardin-des-Plantes ; sur le flanc oriental du nord au sud de nouveau, le numéro 12 de la rue Burdeau, le numéro 9 de la rue du Jardin-des-Plantes, puis de l'autre côté de celle-ci, le numéro 10 côté nord et numéro 1 de la place Sathonay côté sud. Les deux bâtiments constituant les flancs de la première volée de marches, abritant à l'ouest la mairie et à l'est diverses activités datent de 1823, celui de la mairie étant une réutilisation d'un bâtiment antérieurs dépendant jusqu'à la Révolution française du couvent de la Déserte.

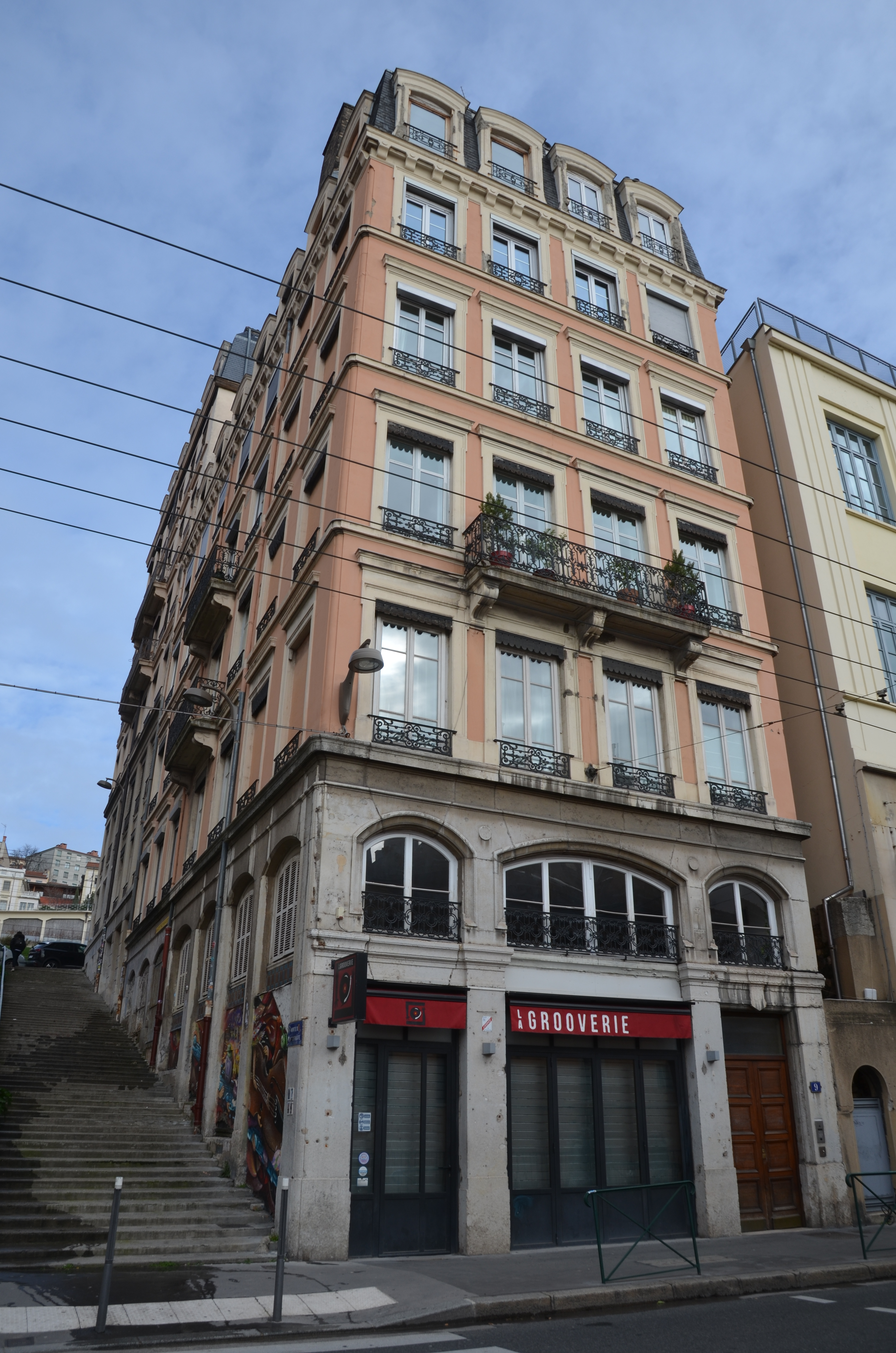
Le numéro 9 de la rue du Jardins-des-Plantes en février 2021.
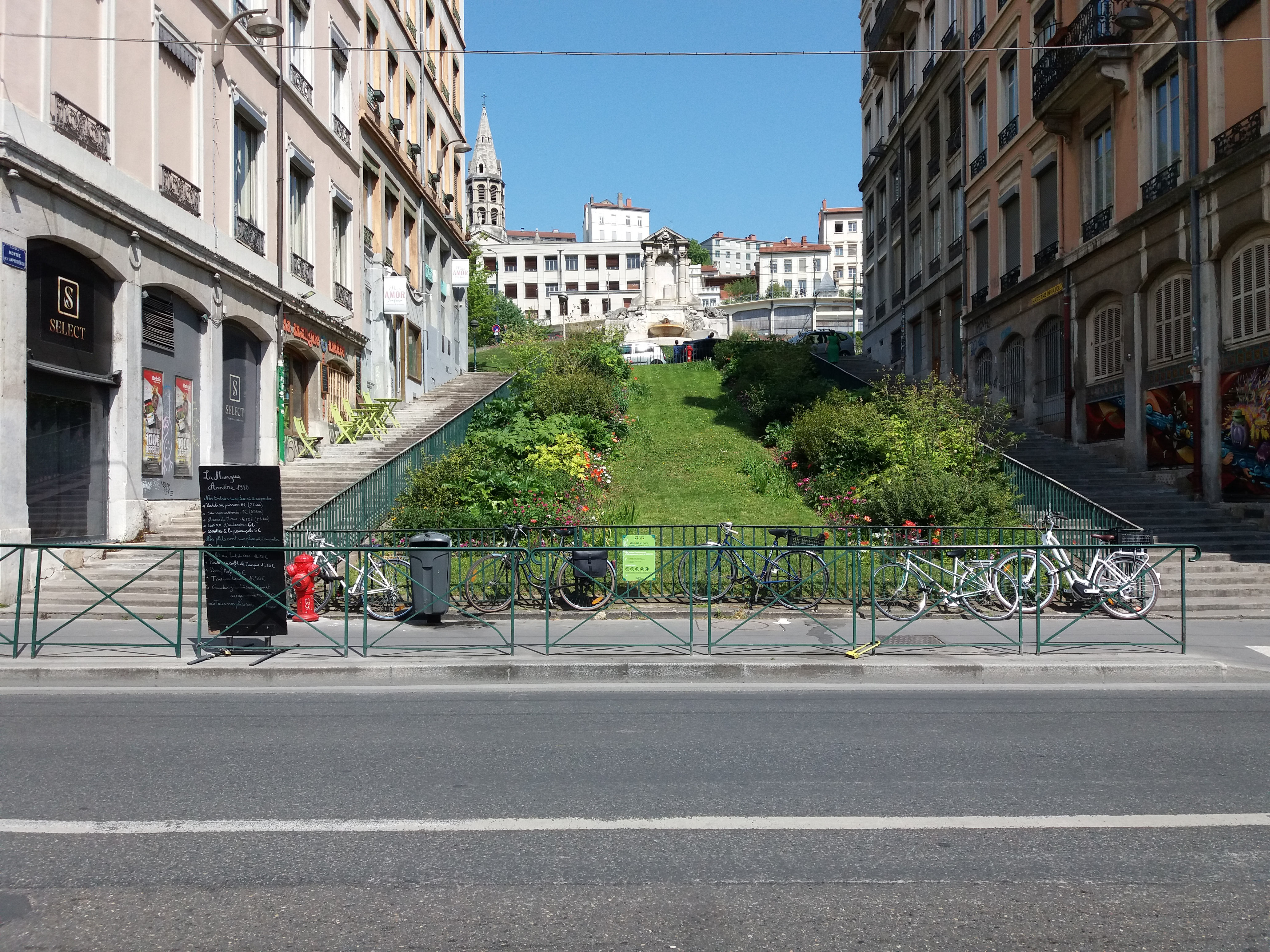
Vue de la partie supérieure de la montée en avril 2019.
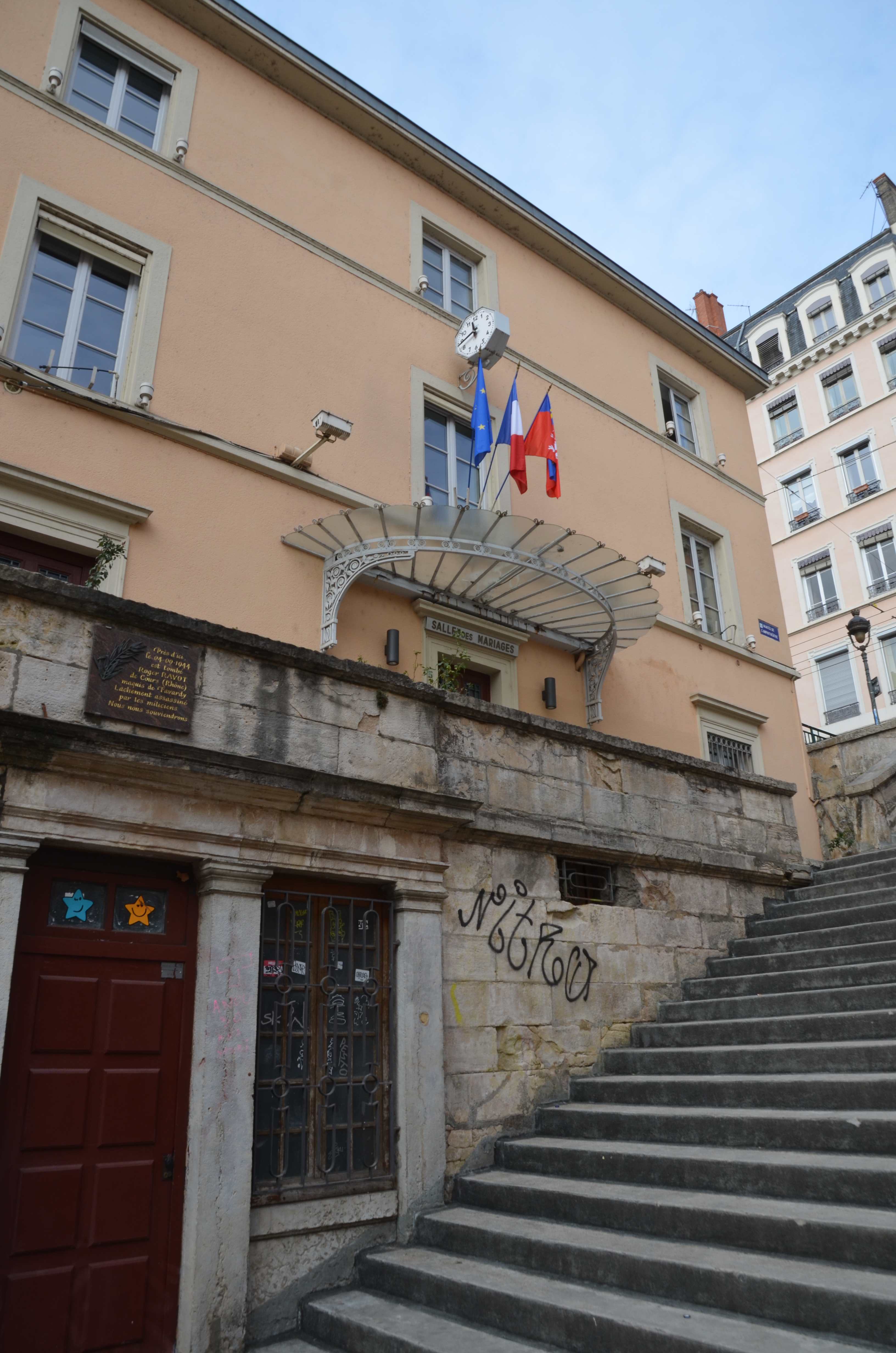
La façade orientale de la mairie du 1er arrondissement donne sur les marches de la montée de l'Amphithéâtre, en février 2021.
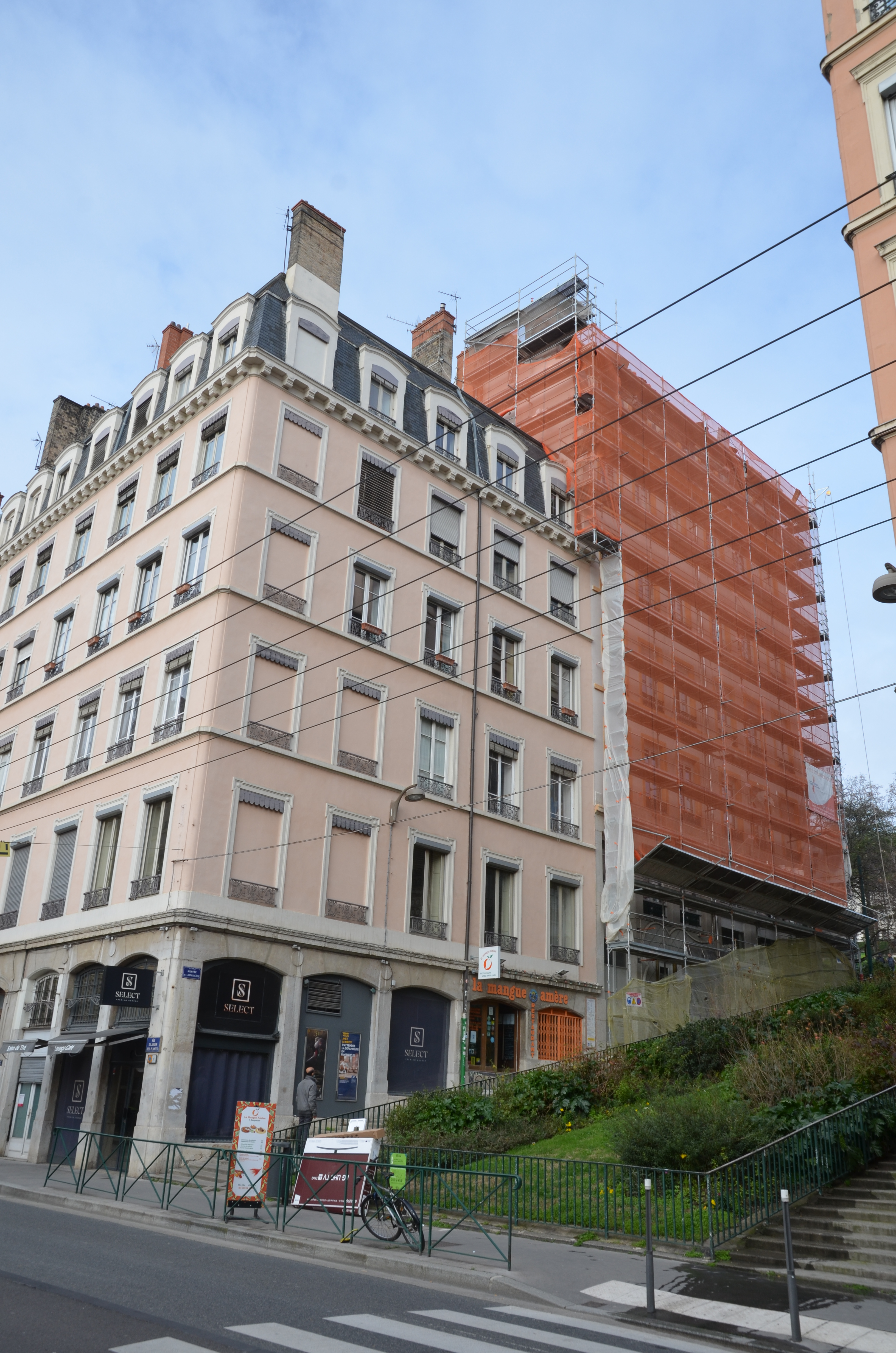
Le flanc oriental du massif au nord-ouest de la montée, en février 2021.
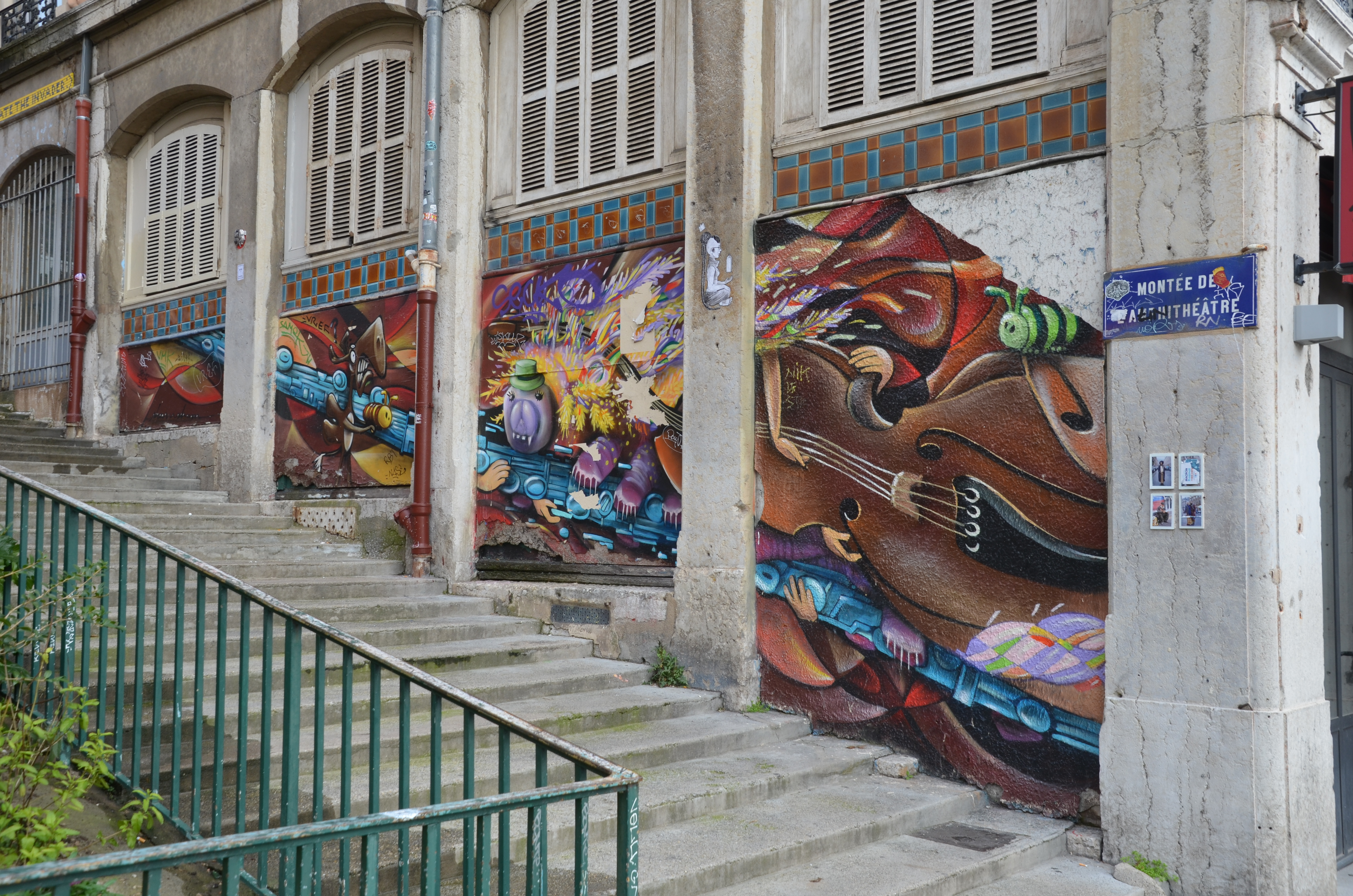
Fresque sur la façade ouest du 9 rue du Jardin-des-Plantes donnant sur les marches de la montée, en février 2021.

La rue est desservie par l'arrêt Maire du 1er arrondissement des lignes de bus    et   s12.

## Origine du nom
La rue porte le nom d'Amphithéâtre, en référence à l'amphithéâtre des Trois Gaules, édifice antique dont les restes actuellement visibles sont situés au contre-haut de la dernière double volées de marches, entre la rue Lucien-Sportisse et la rue des Tables-Claudiennes. Pour autant, et contrairement à ce qui reste aujourd'hui visible des structures découvertes lors de phases de fouilles, de travaux ou d'observations fortuites depuis le XVIe siècle, des structures ovales extérieures de l'édifice étaient situées sur le haut de la montée, de telle sorte que celle-ci en recouvre potentiellement des restes encore non découverts. Le nom d'amphithéâtre a été attribué à la montée par délibération du conseil municipal du 10 novembre 1866. Auparavant, la voie porte le nom de « montée Sathonay », nom attribué à cette voie alors nouvelle par délibération du conseil municipal du 13 novembre 1863, en référence à l'homme politique et maire de Lyon de 1805 jusqu'à sa mort Nicolas-Marie-Jean-Claude Fay de Sathonay (1762-1812). L'homme politique a également donné son nom à la place Sathonay, dénomination attribuée le 22 août 1817 par délibération du conseil municipal en remplacement du nom antérieur de « place de la Déserte », qui marquait le souvenir du couvent de la Déserte, disparu lors de la création de la place et dont le nom perdure encore avec le passage de la Déserte entre la rue Sergent-Blandan et la place Gabriel-Rambaud.

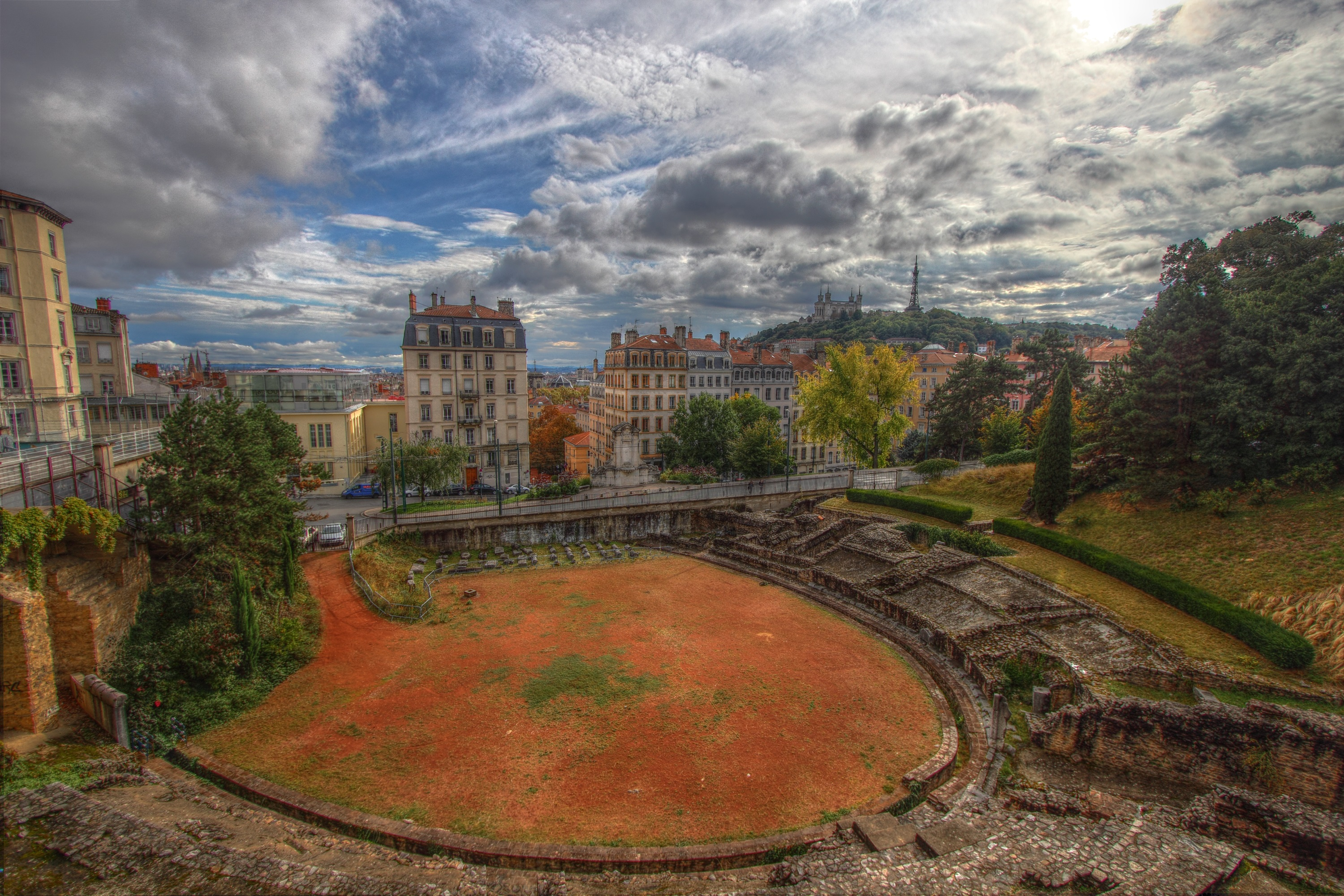
Vue de l'arène de l'amphithéâtre des Trois Gaules depuis le nord en octobre 2016. Le haut de la montée est situé entre les deux immeubles les plus hauts visibles au second plan.
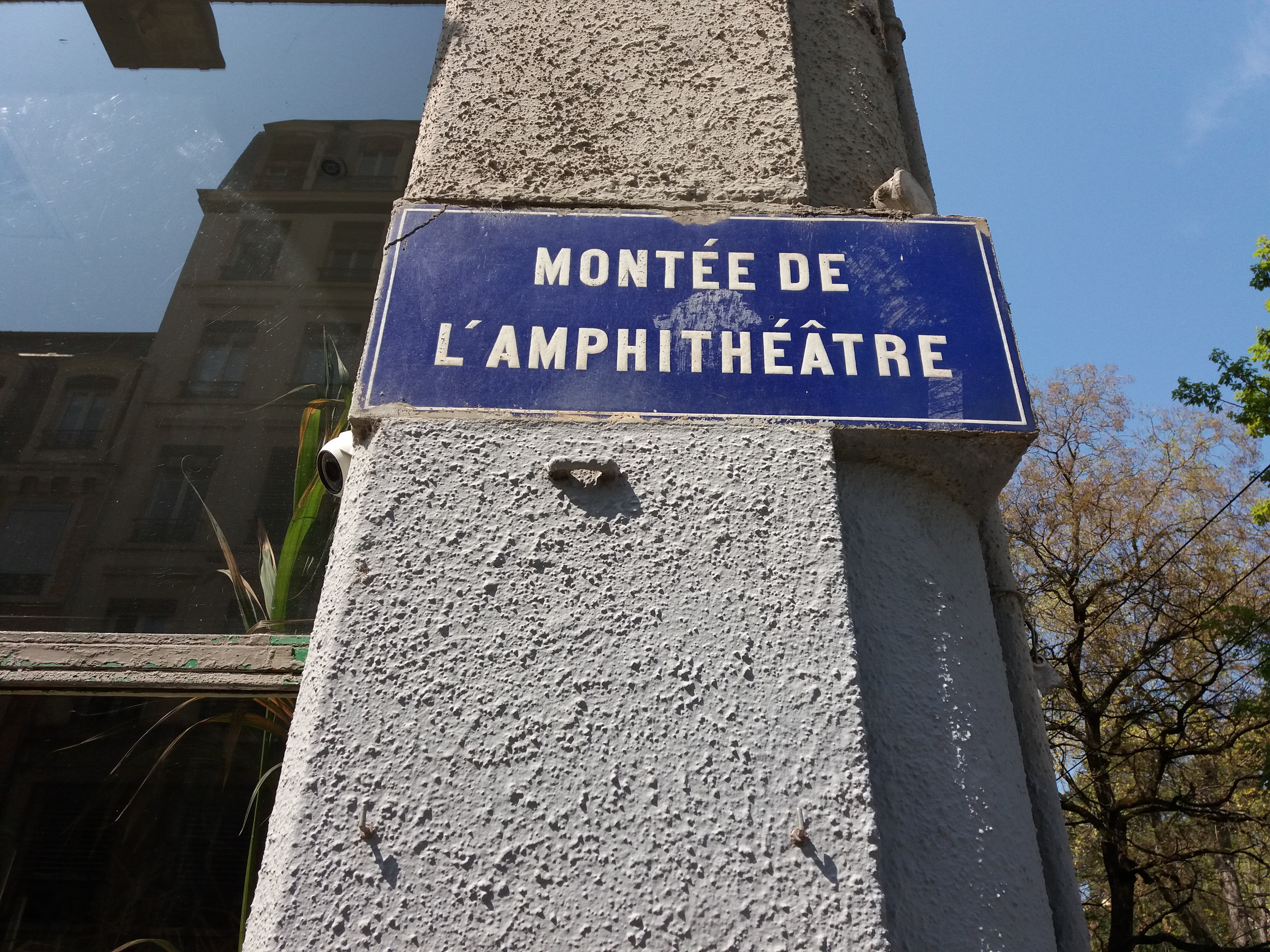
Plaque de rue, en avril 2019.
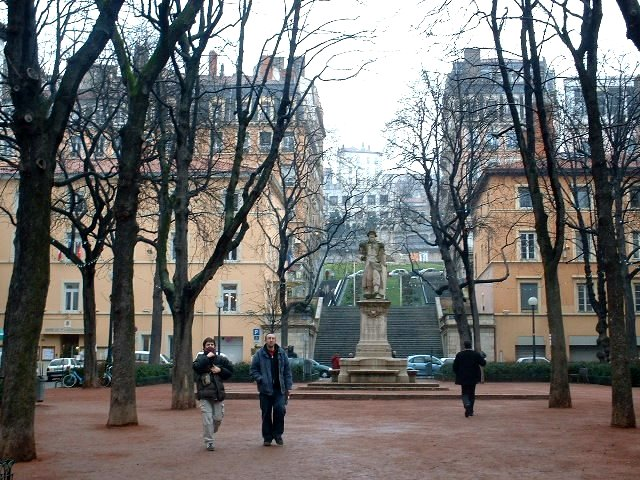
La place Sathonay en janvier 2005 dominée par la statue du sergent Blandan. Les escaliers de la montée de l'Amphithéâtre sont à l'arrière plan derrière la statue.
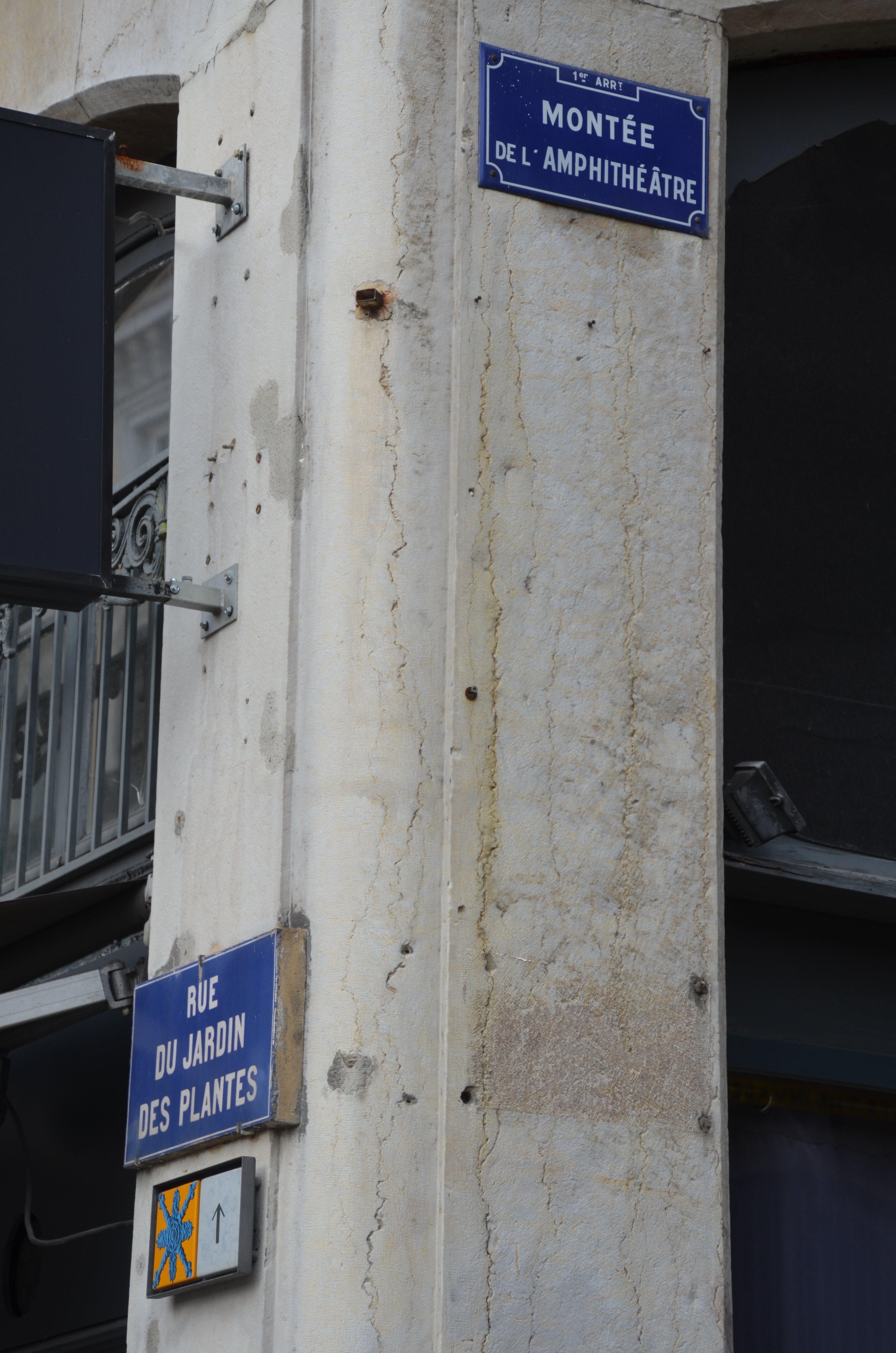
Plaques au croisement de la montée avec la rue du Jardin-des-Plantes, en février 2021.

## Historique

### Antiquité
Avant la création de la montée au XIXe siècle, son emplacement est intimement lié à l'édifice antique et le faubourg qui le jouxte. Celui-ci est nommé Condate, désignant un lieu de confluence en gaulois, faubourg qui semble s'étirer de la rue Constantine au sud à la rue du Jardin-des-Plantes au nord. Il est l'un des quartiers principaux de la ville gallo-romaine dont le cœur est situé sur la colline de Fourvière. L'édifice de spectacle ou de réunion est connu par les auteurs antiques, Suétone et Juvenal. Eusèbe de Césarée mentionne le martyre des chrétiens de 177, dont Blandine de Lyon dite sainte Blandine, vouée aux bêtes dans l'arène. Les substructures sont progressivement redécouvertes depuis le XVIe siècle et jusqu'en 1958. Il ne conserve aujourd'hui que la partie nord de l'arène et les soubassements d'au moins deux ou trois gradins du podium. L'édifice a connu deux grandes phases de construction, qui ont porté sa capacité à plus de 26 000 places, son grand axe mesurait 143,3 mètres et son petit axe 117,4 mètres. Entre 1858 et 1862, Martin-Daussigny et Chenavard notent que l'édifice repose côté pentes sud, sur des remblais solidifiés à l'aide de masse d'amphores et de pilotis. De nombreux blocs épigraphiés ou anépigraphes ont été découverts aux abords immédiats de l'édifice, portant notamment des noms de tribus gauloises auxquelles des places étaient réservées, comme les Tricasses, les Bituriges Cubes ou des communautés d'artisans comme des negociatores.

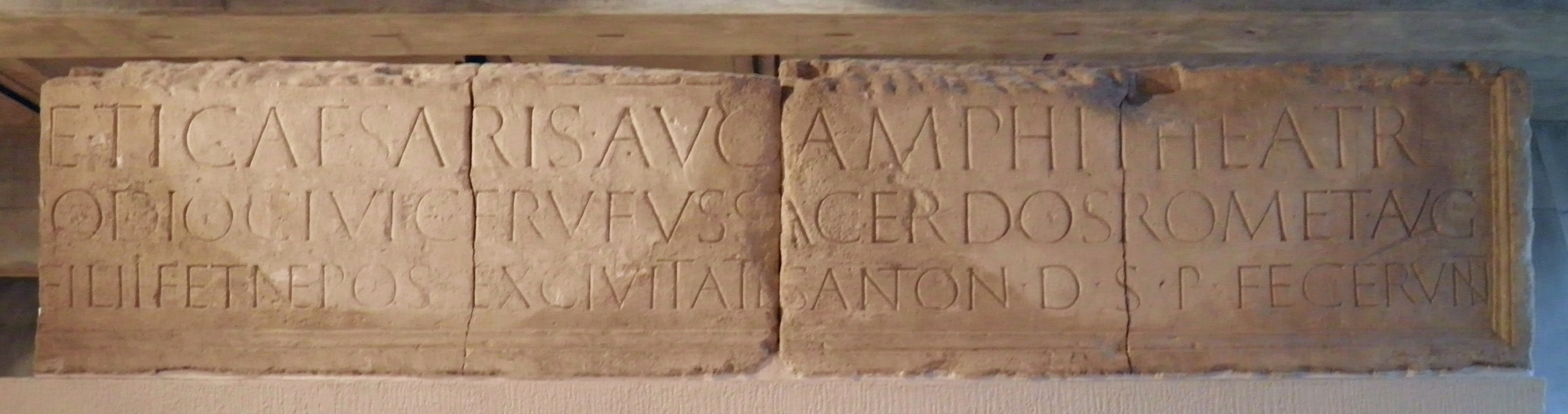
Dédicace de l'amphithéâtre découverte en 1958, musée Lugdunum, Lyon.
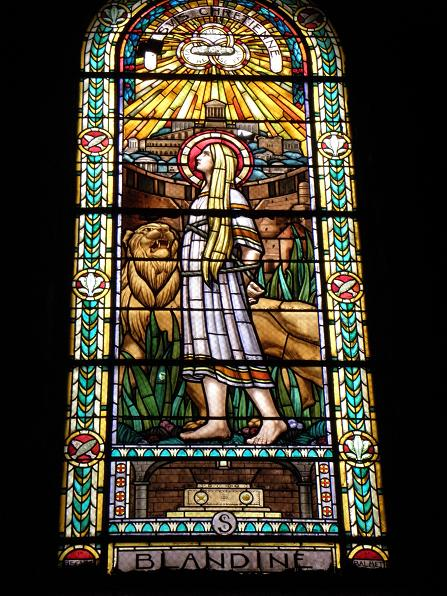
Vitrail de sainte Blandine par Lucien Bégule, église Saint-Pothin de Lyon.
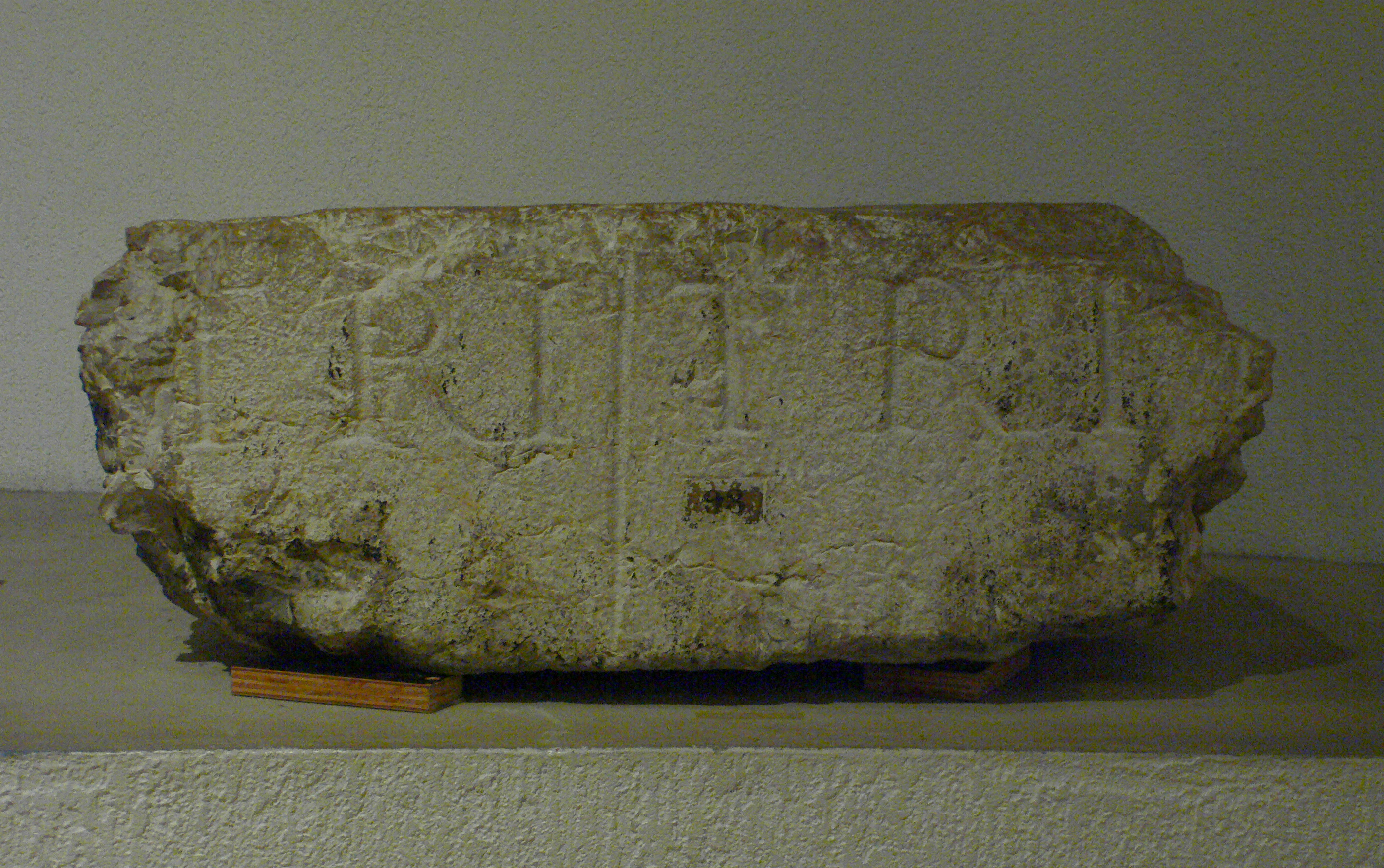
Gradin portant les trois lettres TRI pour « Tricasses », musée Lugdunum, Lyon.
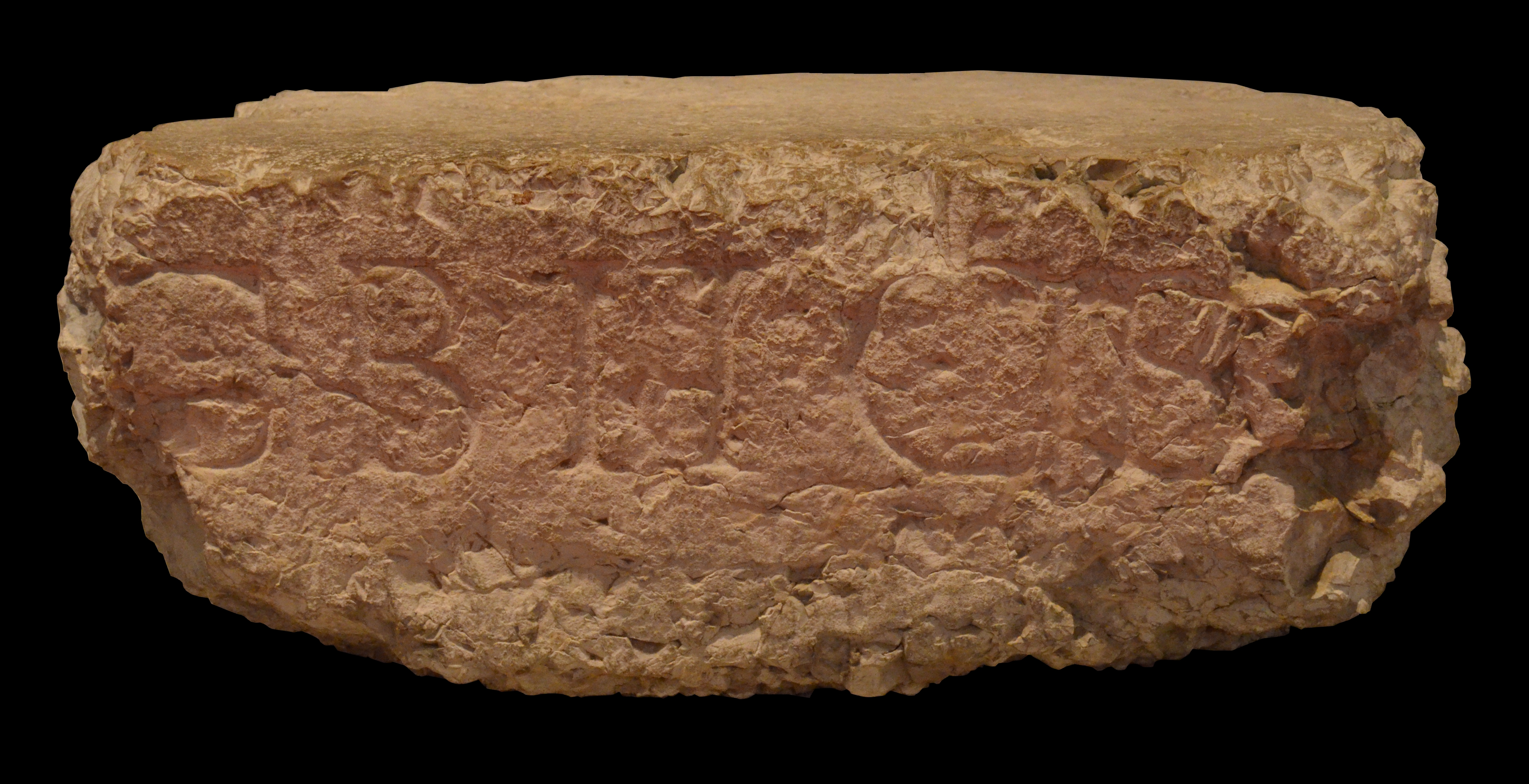
Gradin portant l'inscription [Bit(urigibus)] C(ubis)/ BIT(urigibus) C(ubis) / BIT(urigibus) C(ubis) pour « Bituriges Cubes, Bituriges Cubes, Bituriges Cubes », musée Lugdunum, Lyon.

### Couvent de la Déserte
En 1296, Blanche de Chalon, fille de Jean Ier de Chalon, duc de Bourgogne, et veuve de Guichard IV, seigneur de Beaujeu et connétable de France, puis veuve de Béraud IX, seigneur de Mercœur, achète un terrain puis fait bâtir une abbaye.
En 1304, elle fait don aux religieuses du couvent de la Déserte, des maisons et possessions qu’elle y possède, les vignes, rentes, et droits sur les maisons situées rue de l'Herberie et Écorchebœuf. Les terrains du monastère étaient entre les rues Neyret au nord et Sergent-Blandan au sud, et la montée des carmélites et la montée de la Grande-Côte à l'ouest et à l'est. L'abbaye est supprimée par la Révolution française.

### Jardin des Plantes

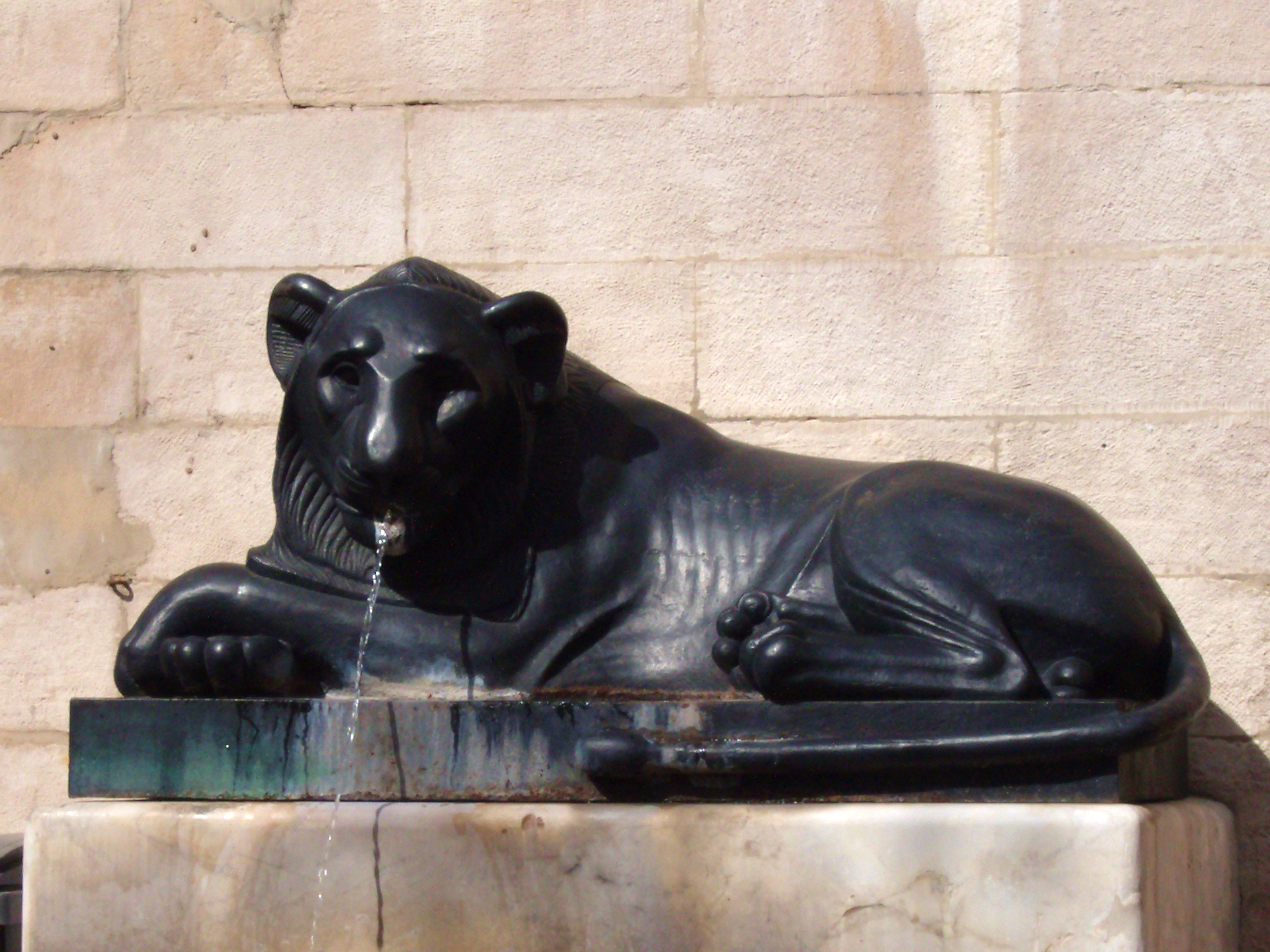
L'un des deux lions de part et d'autre des escaliers.

Par un arrêté, Joseph Clément Poullain de Grandprey (1744-1826) décide, en l'An V, de la création d'un jardin des plantes à Lyon dans l’ancien clos des religieuses de la Déserte aliéné par le département à la Révolution. C'est l'architecte paysagiste lyonnais Jean-Marie Morel (1728-1810) jardinier du prince de Conti, qui en dresse le plan et le jardin est créé dans la partie supérieure en 1802. Le docteur Jean-Emmanuel Gilibert (1741-1814) en devient le premier directeur. Les parties sud du clos de la Déserte toujours en possession du département sont cédées à la ville en 1807, celle-ci imagine y créer un manège, ou un mont-de-piété mais la plus grande partie du couvent est démolie en 1813, seul le bâtiment qui accueille l'actuelle mairie du 1er arrondissement est conservé. En 1817, l'architecte de la ville, Louis Flachéron propose de créer l'entrée principale du jardin des plantes en connexion avec la place Sathonay, mais la création des escaliers est postérieure à ses réalisations. Un perron de quelques marches est toutefois réalisé à cette période en 1821, orné des deux côtés de statues de lion réalisées à la fonderie royale du Creusot.

### Création du réseau viaire (1824-1858)

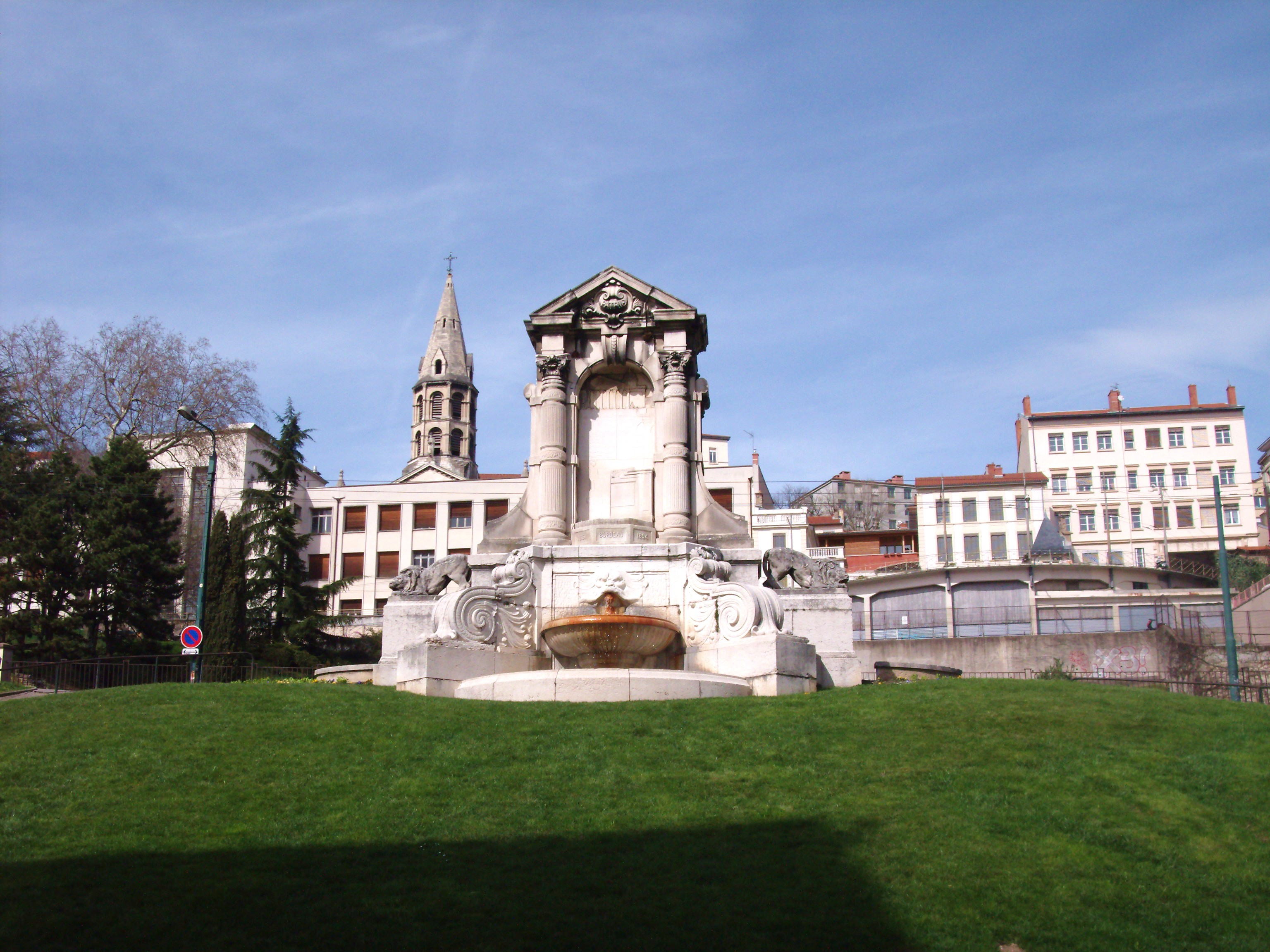
La fontaine de la rue Burdeau, en 2012.

Dès le début du XIXe siècle, le bas des pentes de la Croix-Rousse est progressivement loti sur les terrains des couvents aliénés à la Révolution française, sont ainsi lotis les Capucins avec la création de la rue des Capucins, ou encore la Déserte qui permet la création de l'actuelle place Sathonay et les rues adjacentes en 1820-1821 qui reçoivent leur nom en 1824 les rues Pierre-Poivre et de Savy notamment. La circulation nord-sud à flanc de colline est possible avec les trois montées historiques (actuelles montées des Carmélites, de la Grande-Côte et Saint-Sébastien) mais celles-ci, notamment en raison de leur dangerosité, ne suffisent plus à absorber le trafic croissant. Dès 1825, Coillet crée des rues en lacets mais celles-ci requièrent des chevaux de renforts pour la tractation des charriots lourds dans les virages. La densité du bâti à l'est de la montée de la Grande-Côté interdit toute possibilité de percements nouveaux tandis qu'à l'ouest, les terrains du jardin des Plantes appartiennent à la ville. La création du parc de la Tête-d'Or est en cours, et le sacrifice d'une partie du jardin des plantes en vue de créer une montée praticable est décidé par la municipalité en 1854. C'est l'ingénieur Bonnet qui est chargé de l'opération, celui-ci imagine une voie large de 15 mètres en lacets avec raccordement aux voies existantes et le lotissement d'un hectare de terrain pour assurer l'équilibre financier de l'opération. 
Dès 1856, la rue du Jardin-des-Plantes est ouverte et reçoit son nom le 13 novembre 1863, la nouvelle montée carrossable est reliée aux voies plus anciennes : rues de l'Annonciade et Burdeau tandis que les terrains entre la nouvelle voie et le reliquat méridional de jardin sont lotis, la partie nord demeurant un square, et lors des travaux ont lieu de nouvelles découvertes archéologiques. En janvier 1858 au numéro 9 de la rue du Jardin-des-Plantes qui forme le latéral oriental médian de la montée de l'Amphithéâtre est ainsi découvert un dessus de balustrade en marbre orné. Ce lotissement permet la création de la montée de l'Amphithéâtre. La liaison avec les Terreaux et la création de la rue Terme est plus complexe et postérieure (1862), en raison du nombre d'immeubles à exproprier.
En 1858, le jardin botanique est définitivement transféré dans le jardin botanique du parc de la Tête-d'Or. 